# Turpino Zaccagna
Turpino Zaccagna (anche Turpino di Bartolomeo Zaccagnini) (fl. XVI secolo) è stato un pittore italiano attivo dal 1537.

## Biografia
Nacque a Firenze o a Cortona.
Assieme a Tommaso Bernabei detto il Papacello e Francesco Signorelli fu uno dei principali allievi di Luca Signorelli e fu attivo a Cortona. Secondo Giorgio Vasari dipinse la Sepoltura e Ascensione della Vergine nel coro della cattedrale di Cortona  e la pala con la Vergine con Sant'Agata e l'Arcangelo Michele per la chiesa di Santa Agata in Cantalena a Cortona.